# Долни Окол
Долни Окол е село в Западна България. То се намира в Община Самоков, Софийска област.

## География
Село Долни Окол е разположено в Плана планина. В близост се намират Щъркелово гнездо и село Горни Окол, на 2 км южно от Долни Окол. Град Самоков се намира на 18 км от селото.

## Население
- 1934 г. – 849 жители
- 1946 г. – 965 жители
- 1956 г. – 941 жители
- 1975 г. – 445 жители
- 1992 г. – 267 жители
- 2001 г. – 255 жители
- 2009 г. – 177 жители
- 2010 г. – 174 жители
- 2011 г. – 174 жители

Освен постоянните жители, в селото имат имоти и много софиянци, които живеят временно в селото по време на лятото, почивните дни и празниците.

## Обществени институции
- Кметство, здравна служба
- Народно Читалище "Васил Левски-2020"

## Културни и природни забележителности
- Храм „Свети архангел Михаил“[2]
- Храм  „Успение Богородично“[2]
- Местност „Ричов кладенец“
- Плана планина
- Навес  "Мечето"

## Редовни събития
Всяка година на 15 август (Успение Богородично) се прави курбан.

## Личности
- Данчо Димитров – кметски наместник, който е на този пост от 1959 г.
- Данчо Петров – доайен на Околската ловна дружинка [3].
- Стойко Митов, български революционер от ВМОРО, четник на Петър Ангелов и на Никола Груйчин[4]
- Стоян Саладинов – шампион и треньор по бойни изкуства
- Биляна Стайкова - кметски наместник от 28.05.2024 до сега

## Други
Скали Окол край остров Гринуич, Южни Шетландски острови са наименувани в чест на селата Горни и Долни Окол. 

## Галерия
- Кметството и Здравната служба откъм входа
- Долната махала
- Горната махала